# Baltique (chien)
Pour les articles homonymes, voir Baltique.
Baltique, née à Souzy-la-Briche le 22 novembre 1986 et morte le 14 janvier 2002, est la chienne labrador noire emblématique du président de la République française François Mitterrand. Une chanson de Renaud lui est consacrée, intitulée Baltique.

## Historique
Après la mort de son labrador Nil en 1985, François Mitterrand prend pour chien de compagnie Baltique, un des huit chiots nés en 1986 de la chienne Thélème,.
Dans son livre Interlocuteur privilégié, j'ai protégé Mitterrand, Daniel Gamba raconte l'importance incroyable de ce labrador à l'Élysée. Il témoigne que lorsque la chienne s'est enfuie « la vie s'est arrêtée au palais. »
Le 11 janvier 1996 à Jarnac, trois jours après la mort de l'ancien président, Baltique est présente sur le perron de l'église où ont lieu les funérailles. Elle est tenue en laisse par Michel Charasse, ancien ministre du Budget, durant toute la cérémonie.
Un ensemble de deux statues de bronze représentant François Mitterrand et Baltique, réalisées par le sculpteur Jacques Raoult, est inauguré le 21 mai 1996 par Danielle Mitterrand à Soustons, dans les Landes, où se situe la bergerie de Latche. François Mitterrand est représenté à l'automne de sa vie, marchant derrière sa chienne : selon Jacques Raoult, « le chien est le guide de l'homme dans la nuit de la mort après avoir été son compagnon dans le jour de la vie. »
Après la mort de François Mitterrand, Baltique est confiée à Patrick Baudette, ancien garde du corps de Mitterrand.